# WTII Records
WTII Records è un'etichetta discografica indipendente statunitense creata nel 2001 da Bart Pfanenstiel, ex General Manager della storica label Wax Trax!
L'idea di creare WTII nasce nel 1999, per cercare di ravvivare lo spirito di Wax Trax! e spostare l'etichetta nella moderna era della musica electro-industrial, cercando di promuovere negli Stati Uniti, il nuovo sound già presente nella scena Europea.
Nasce quindi Wax Trax II Records che rapidamente licenzia per il territorio Americano artisti come VNV Nation, In Strict Confidence, Beborn Beton e Melotron.
Nel corso degli anni la label promuove ed inserisce nuove band nel suo roster, come Lowe, State of the Union, Blume e Stars Crusaders.

## Artisti
- Acumen Nation
- Attrition
- Backlash
- Beborn Beton
- Blume
- Controlled Fusion
- cut.rate.box
- Dead on TV
- Dessau
- Deviant UK
- HMB
- In Strict Confidence
- Klutæ
- Melotron
- Method Cell
- Regenerator
- Rein[Forced]
- Sounds of Mass Production aka SMP
- Stars Crusaders
- State of the Union
- Stiff Valentine
- Stromkern
- The Gothsicles
- The Qualia
- The Thought Criminals
- Trigger 10d